# ボローニャ市立劇場
ボローニャ市立劇場（イタリア語: Teatro Comunale di Bologna）は、イタリア・ボローニャ市にある歌劇場。

## 沿革・概要
1763年に設立された。イタリアを代表する歌劇場の1つとして活動しており、近年はリッカルド・シャイー、ダニエレ・ガッティらが音楽監督を務めた後、2008年から2018年までミケーレ・マリオッティ、2022年からオクサーナ・リーニフが音楽監督を務める。
オーケストラは1956年に組織が整えられ、シンフォニー・オーケストラとしての活動が活発化した。オーケストラの主な客演指揮者はセルジュ・チェリビダッケやエリアフ・インバル、ゾルターン・ペシュコーらがいる。

## 来日公演
2011年9月には来日し、ベッリーニ『清教徒』、ヴェルディ『エルナーニ』、ビゼー『カルメン』を公演した。
2013年からは、京都市において「響の都」と題された公演をおこなっている。
2016年9月には奈良県平城京跡 第一次大極殿前特設ステージでオペラ「トゥーランドット」の公演が行われ、吉田裕史が指揮を執った。また、2015年から2016年まで吉田裕史が首席客演指揮者を務めた 。

## 録音
主なレコーディングには、シャイー指揮でヴィヴァルディ「四季」やヴェルディの歌劇「マクベス」「リゴレット」とプッチーニの歌劇「マノン・レスコー」などがある他、毎年参加しているペーザロ・ロッシーニ音楽祭におけるロッシーニの歌劇のライブ録音もある。